# Pierre de Bouchaud
Pierre de Bouchaud (1862-1925) est un poète français, critique d'art et littéraire.

## Biographie
Pierre Marie Antoine Raphaël de Bouchaud est né le 24 octobre 1862 à Chasselay (Rhône). Son père Pamphile de Bouchaud, rentier, et sa mère Françoise de Charnacé, sans profession, habitaient dans le château de Sainte-Marie à Chasselay acquis par son grand-père Jean de Bouchaud en 1847.
Les études littéraires suivies à Lyon et l'héritage culturel de son oncle Charles Reynaud, poète, lui donne le goût de l'écriture.
La poésie, le roman, la critique d'art et littéraire, les études biographiques et les conférences universitaires constituent toute son œuvre. Il publie son premier ouvrage en 1894, de nombreux autres suivront.
Il meurt le 11 mars 1925 à Paris, ville dans laquelle il avait toute sa famille du côté de sa mère.

## Œuvres

### Nouvelles[5]
- Vie manquée[6], Lemerre, Paris, 1895
- Histoire d'un baiser[6], Lemerre, Paris, 1898

### Essais
Les critiques littéraires portent sur des auteurs contemporains comme Pierre de Nohlac: Pierre de Nolhac et ses travaux. Essai de contribution aux publications de la Société d'études italiennes,1896, et Giosuè Carducci, Sansot, Paris, 1907, sur des auteurs anciens de la Renaissance italienne comme Le Tasse: La Pastorale italienne et l'Aminta, comédie de Tasse, Lemerre, Paris, 1920 et Goethe et Le Tasse, Lemerre, Paris,1907 ou Michel-Ange: Les poésies de Michel-Ange Buonarroti et de Vittoria Colonna, essai sur la lyrique italienne du XVIe siècle, 1911.
Les critiques d'art concernent des artisans d'art comme Claudius Popelin: Claudius Popelin, peintre, émailleur et poète, Bouillon, Paris, 1894, des artistes italiens comme Donatello: Les successeurs de Donatello, la sculpture italienne dans la seconde moitié du XVe siècle, Lemerre, Paris, 1903 ou Benvenuto Cellini, Lemerre, Paris, 1903.
D'autres essais constituent des ouvrages de réflexion sur l'art poétique: La poétique française, le présent et l'avenir, Sansot, Paris,1906, mais également Considérations sur quelques écoles poétiques contemporaines et sur les tempéraments à apporter à certaines règles de la prosodie française, Bouillon, Paris,1903.

### Poésies
- Rythmes et nombres[6], 1895
- Les Mirages, 1897
- Le Recueil des souvenirs[6], 1899
- La France éternelle[7], Grasset, Paris, 1918
- Les Jours reflétés[7], 1925
- Le luth doré[7], Grasset, Paris, 1911

## Distinction et postérité
- Prix Archon-Despérouses en 1908 pour Les lauriers de l’Olympe[8]
- La commune de Chasselay dans le Rhône a donné à sa bibliothèque le nom Pierre de Bouchaud